# Doctores (estación)
Doctores es una de las estaciones que forman parte del Metro de la Ciudad de México, perteneciente a la Línea 8. Se ubica en el centro de la Ciudad de México, en la alcaldía Cuauhtémoc.

## Información general
Recibe su nombre por estar situada en la Colonia Doctores, que a su vez es llamada así porque todas las calles de la zona tiene nombre de médicos pertenecientes a los Médicos Académicos de la Reforma, por lo cual el isotipo de la estación representa el busto de dos doctores. Se encuentra al sur del Centro Histórico de la Ciudad de México, en la alcaldía Cuauhtémoc.

## Afluencia
En el año 2014 la estación Doctores de la línea 8 registró un total de 3.772.721 usuarios, siendo la decimotercera estación por número de usuarios de la línea 8.
| Tipo de día   | Afluencia promedio |
| ------------- | ------------------ |
| Día festivo   | 4,716              |
| Día laboral   | 12,285             |
| Fin de semana | 6,237              |
| Anual         | 10,336             |

La siguiente tabla muestra la afluencia de la estación en los últimos 10 años:
| Afluencia Anual de Pasajeros | Afluencia Anual de Pasajeros | Afluencia Anual de Pasajeros | Afluencia Anual de Pasajeros | Afluencia Anual de Pasajeros | Afluencia Anual de Pasajeros |
| ---------------------------- | ---------------------------- | ---------------------------- | ---------------------------- | ---------------------------- | ---------------------------- |
| Año                          | Afluencia                    | A Diario                     | Ranking                      | Incremento                   | Ref.                         |
| 2023                         | 3,513,423                    | 9,625                        | 123°/195                     | -8.76%                       | [ 3 ]                        |
| 2022                         | 3,850,947                    | 10,550                       | 114°/195                     | +28.84%                      | [ 4 ]                        |
| 2021                         | 2,988,875                    | 8,188                        | 109°/195                     | +3.45%                       | [ 5 ]                        |
| 2020                         | 2,889,069                    | 7,893                        | 122°/195                     | -35.83%                      | [ 6 ]                        |
| 2019                         | 4,502,133                    | 12,334                       | 138°/195                     | +2.48%                       | [ 7 ]                        |
| 2018                         | 4,393,370                    | 12,036                       | 136°/195                     | +2.88%                       | [ 8 ]                        |
| 2017                         | 4,270,296                    | 11,699                       | 137°/195                     | -5.51%                       | [ 9 ]                        |
| 2016                         | 4,519,391                    | 12,348                       | 132°/195                     | +1.84%                       | [ 10 ]                       |
| 2015                         | 4,455,344                    | 12,206                       | 126°/195                     | +2.89%                       | [ 11 ]                       |
| 2014                         | 4,330,179                    | 11,863                       | 129°/195                     | +0.80%                       | [ 12 ]                       |

## Salidas de la Estación
- Nororiente: Eje Central Lázaro Cárdenas esquina Lucas Alamán, Colonia Obrera.
- Suroriente: Eje Central Lázaro Cárdenas esquina Lucas Alamán, Colonia Obrera.
- Norponiente: Eje Central Lázaro Cárdenas esquina Dr. Liceaga, Colonia Doctores.
- Surponiente: Eje Central Lázaro Cárdenas esquina Dr. Liceaga, Colonia Doctores.